# 대도시 특례
대도시 특례는 대도시에 부여하는 행정 특례이다
대도시 특례는 50만명 인구여야 가능하다
- 대한민국
  - 대도시 (대한민국)
  - 특례시 (대한민국)
- 일본
  - 정령지정도시
  - 중핵시
  - 특례시 (일본)